# Yws Gwynedd
Yws Gwynedd je velšská indierocková hudební skupina. Vznikla v roce 2014 na severu Walesu. Své první album, nazvané Codi / \ Cysgu, vydala v roce 2014. Obsahovalo písně nazpívané ve velšském jazyce. Ve třech kategoriích byla skupina za album oceněna na cenách Y Selar Awards. Druhou desku Anrheoli, opět nazpívanou ve velštině, vydala v roce 2017. I tomuto albu se dařilo na předávání cen Y Selar Awards.